# Dida (1934–2002)
Dida, właśc. Edvaldo Alves de Santa Rosa (ur. 26 marca 1934 w Maceió, zm. 17 września 2002 w Rio de Janeiro) – piłkarz brazylijski, występujący na pozycji napastnika.
Karierę piłkarską zaczął w klubie América Futebol Club w 1949 roku. Następne 4 lata spędził w CSA Maceió, z którym zdobył mistrzostwo stanu Alagoas – Campeonato Alagoano w 1952. Lata 1954–1964 spędził w CR Flamengo, z którym wywalczył mistrzostwo stanu Rio de Janeiro – Campeonato Carioca w 1953, 1954, 1955, 1963.
Z liczbą 244 goli zajmuje drugie miejsce w klasyfikacji najskuteczniejszych zawodników tego klubu. Lata 1964–1965 spędził w Portuguesie São Paulo. W 1966 opuścił Brazylię i do 1969 grał w kolumbijskim Atletico Junior Barranquilla, gdzie zakończył karierę.
W reprezentacji Brazylii zadebiutował 14 maja 1958 w meczu z reprezentacją Bułgarii. Miesiąc później wystąpił na mundialu 1958, na którym Brazylia mistrzostwo świata. W turnieju wystąpił w meczu z Czechosłowacją. Ostatni mecz w reprezentacji rozegrał 29 czerwca 1961 przeciwko reprezentacji Paragwaju. Ogółem w reprezentacji rozegrał 4 spotkania i strzelił w nich 3 bramki.
Po zakończeniu kariery piłkarskiej przez krótki czas był II trenerem Flamengo.